# Pannon Bormíves Céh
A Pannon Bormíves Céhet 1999-ben alapította tíz nagy presztízsű magyarországi családi pincészet. A borászközösség mára 38 tagot számlál.

## A Pannon Bormíves Céh hitvallása
A céh tagjai fontos feladatuknak tekintik a kimagasló minőségű magyar borok népszerűsítését, és elkötelezettek a kulturált borfogyasztás meghonosítása iránt. Lényeges vonásuk az önkorlátozó rendszabályok önkéntes vállalása és az etikus magatartással együtt járó szabad betekintés pincéjükbe, egész szakmai munkájukba, a szőlőtelepítéstől a bor készítéséig. Fontosnak tartják a nemzetközi gasztronómiai tendenciákhoz való igazodást, a mértékletes borfogyasztást, valamint, hogy a magyarországi borágazat „ár-, gazdálkodási- és szabályozási viszonyai kiszámíthatók és kiegyensúlyozottak” legyenek.
A céh tagjai szerint a borágazat „újjászületése csak abban az esetben lehetséges, ha a törvények és szabályok egyértelműen a minőségre ösztönöznek, ha az árak és a piaci viszonyok lehetővé teszik a megújulást és a megélhetést – úgy a kutatásban és az oktatásban, a szaporítóanyag- és szőlő-termelésben, mint a borászatban, borkereskedelemben és borturizmusban.”

## Pannon Bormustra / Magyar Bormustra
A Pannon Bormíves Céh 1999-ben alapította az egyik legrangosabb magyarországi borversenyt, a Pannon Bormustrát. A társaság által jegyzett borverseny presztízsértékét elsősorban az adta, hogy olyan külföldi borszakértőket hívtak a zsűribe, akiknek óriási rálátásuk van a világ boraira. „A Pannon Bormustra azzal a szándékkal jött létre, hogy a külföldi borszakértők megismerjék, tanulják a magyar borokat, és vigyék azok hírét”.
2015-ben a Pannon Bormustra integrálódott a Hegyközségek Nemzeti Tanácsa (HNT) által szervezett Országos Borversenybe, az ország legrégebbi, mintaszámban a legnagyobb borversenyébe, és Magyar Bormustra néven él tovább. A megújult rendezvény célja, hogy az ország legfontosabb borversenyévé váljon, melynek eredményeit a nemzetközi piac is nyomon követi, és támponttal szolgál a termelők és fogyasztók számára.

## Bussay László Emlékdíj
A Pannon Bormíves Céh 2013-ban díjat alapított. A díjat az kaphatja meg, aki a Céh által képviselt szellemiséggel sokat tett a magyar borkultúráért. Az első évben dr. Mészáros Gabriellát, a Borkollégium alapítóját, tanárát, nemzetközi borakadémikust tüntették ki vele. 2014-ben céhtársuk, dr. Bussay László halálát követően a díjat átnevezték Bussay László Emlékdíjra. Abban az évben dr. Rohály Gábor, a Borkollégium alapítója, tanára, 2015-ben Borbás Mária televíziós újságíró munkáját ismerték el a Bussay László Emlékdíjjal. 1 2016-ban az az évben elhunyt dr. Nagymarosy Andrásnak ítélte a borászközösség a posztumusz díjat. A nagy tekintélyű geológus, népzenész és borszakíró az ELTE TTK Általános és Alkalmazott Földtani Tanszékének nyugalmazott egyetemi docenseként dolgozott.

## A Pannon Bormíves Céh tagsága[1]

### Alapító tagok
Szeremley Huba örökös tiszteletbeli alapító elnök, Badacsony
Tiffán Ede örökös tiszteletbeli alapító elnök, Villány
Árvay János, Tokaj
Gál Tibor (†), Eger
Gere Attila, Villány
Heimann Zoltán, Szekszárd
Szepsy István, Tokaj
Thummerer Vilmos, Eger
Tóth Sándor, Káli-medence
Vesztergombi Ferenc, Szekszárd

### A jelenlegi vezetés
Jekl Béla, elnök
Balla Géza, alelnök
Figula Mihály, elnökségi tag
Jásdi István, elnökségi tag

### Állandó tagok
Árvay János, Tokaj
Balla Géza, Erdély
Bock József, Villány
Berecz Stéphanie, Tokaj
Bolyki János, Eger
Bott Frigyes, Muzsla
Dr. Bussay László, Zala (†)
Debreczeni Mónika, Villány
Dúzsi Tamás, Szekszárd
Eszterbauer János, Szekszárd
Figula Mihály, Balatonfüred
Font Gábor, Kunság
Frittmann János, Kunság
ifj. Gál Tibor, Eger
Gere Attila, Villány
Gere Tamás, Villány
Gergely Vince, Tokaj
Györgykovács Imre, Somló
Heimann Zoltán, Szekszárd
Jásdi István, Csopak
Jekl Béla, Villány
Légli Ottó, Dél-Balaton
Dr. Lőrincz György, Eger
Dr. Pók Tamás, Eger
Sebestyén Csaba, Szekszárd
Somodi Sándor, Csongrád
Szepsy István, Tokaj
Szeremley Huba, Badacsony
Szőke Mátyás, Mátra
Takler Ferenc, Szekszárd
Thummerer Vilmos, Eger
Tiffán Ede, Villány
Tóth Ferenc, Eger
Dr. Tóth Sándor, Káli-medence
Vesztergombi Ferenc, Szekszárd
Vida Péter, Szekszárd
Franz Weninger, Sopron
Wille-Baumkauff Márta, Tokaj

### Tiszteletbeli tagok
Demeter Ervin
Rohály Gábor
Várszegi Asztrik O.S.B. (Pannonhalmi Főapátság)
Dr. Bősze Ferenc
Dr. Buday Gábor (Gundel étterem)